# Перелік пам'яток історії Маневицького району
У Маневицькому районі Волинської області станом на 2008 р. нараховується 62 пам'ятки історії.
| № п/п     | Охорон ний номер                       | Місцезнаходження пам'ятника, його адреса  | Найменування пам'ятника                                                                                          | Датування                    | Автор                                    | Дата спорудження | Дата і № рішення облвиконкому (адміністрації), постанови Кабінету Міністрів України про взяття пам'ятника під охорону | На чиєму утриманні знаходиться    |
| --------- | -------------------------------------- | ----------------------------------------- | --- | ---------------------------- | ---------------------------------------- | ---------------- | --- | --------------------------------- |
| 1.        | 231                                    | смт.Маневичі, вокзальна площа             | Могила братська радянських воїнів та партизан                                                                    | 1944                         | Львівська кераміко-скульптурна фабрика   | 1951             | 360-р від 04.08.69р.                                                                                                  | Виконкому Маневицької сел/р       |
| 2.        | 618                                    | смт. Маневичі, біля будинку культури      | Пам'ятник на честь радянських воїнів, партизан, підпільників, воїнів-земляків та активу району                   | 1941-1945                    | Львівска кераміко-скульптурна фабрика    | 1982             | 65-р від 10.02.82р.                                                                                                   | Виконкому Маневицької сел/р       |
| 3.        | 863                                    | смт. Маневичі, біля дороги на с. Череваха | Могила розстріляних євреїв                                                                                       | 1943                         |                                          | 1991             | 265-р від 24.12.91р.                                                                                                  | Виконкому Маневицької сел/р       |
| 4.        | 221                                    | с. Боровичі                               | Пам'ятник землякам                                                                                               | 1941-1945                    | Львівська кераміко-скульптурна фабрика   | 1967             | 360-р від 04.08.69р.                                                                                                  | Виконкому Боровичівської с/р      |
| 5.        | 315                                    | с. Боровичі                               | Могила братська червоноармійців                                                                                  | 1939                         |                                          |                  | 415-р від 22.06.99р.                                                                                                  | Виконкому Боровичівської с/р      |
| 6.        | 391                                    | с. Будки                                  | Пам'ятник землякам                                                                                               | 1941-1945                    | Львівська кераміко-скульптурна фабрика   | 1974             | 477-р від 28.11.75р.                                                                                                  | Виконкому Будківської с/р         |
| 7.        | 316                                    | с. Будки, на кладовищі                    | Могила радянського воїна М. М. Шебаршова                                                                         | 1944                         |                                          |                  | 415-р від 22.06.99р.                                                                                                  | Виконкому Будківської с/р         |
| 8.        | 627                                    | с. Велика Ведмежка                        | Пам'ятник землякам                                                                                               | 1941-1945                    | Гавьюк Ю. Ю., Буковинський Й. Л.         | 1980             | 142-р від 29.04.84р.                                                                                                  | Виконкому Велико-ведмезької с/р   |
| 9.        | 392                                    | с. Велика Осниця                          | Пам'ятник землякам                                                                                               | 1941-1945                    | Дзиндра Є. В.                            | 1971             | 477-р від 28.11.75р.                                                                                                  | Виконкому Великоосницької с/р     |
| 10.       | 278                                    | с. Годомичі                               | Пам'ятник землякам                                                                                               | 1941-1945                    | Пузикін В. І.                            |                  | 176-р від 10.05.73р.                                                                                                  | Виконкому Четвертнянської с/р     |
| 11.       | 864                                    | с. Годомичі                               | Могила братська партизанів                                                                                       | 1943                         |                                          | 1991             | 265-р від 24.12.91р.                                                                                                  | Виконкому Четвертнянської с/р     |
| 12.       | 865                                    | с. Годомичі                               | Могила розстріляних поляків                                                                                      | 1943                         |                                          | 1991             | 265-р від 24.12.91р.                                                                                                  | Виконкому Четвертнянської с/р     |
| 13.       | 646                                    | с. Городок                                | Могила Ольховика М. М. — учасника Першотравневої демонстрації 1931 р.                                            | 1931                         | Майстерня Луцького похоронного бюро      | 1981             | 142-р від 29.04.84р.                                                                                                  | Виконкому Прилісненської с/р      |
| 14.       | 742                                    | с. Городок, біля школи                    | Пам'ятник на честь воїнів-односельчан                                                                            | 1941-1945                    |                                          | 1979             | 267-р від 25.08.86р.                                                                                                  | Виконкому Прилісненської с/р      |
| 15.       | 501                                    | с. Градиськ                               | Пам'ятник землякам                                                                                               | 1941-1945                    | Місцеві майстри                          | 1975             | 457-р від 16.10.78р.                                                                                                  | Виконкому Новорудської с/р        |
| 16.       | 743                                    | с. Градиськ, в лісі                       | Пам'ятник на честь працівника РВ НКВС Шалохвостова А. К.                                                         | 1944                         |                                          |                  | 267-р від 25.08.86р.                                                                                                  | Виконкому Новорудської с/р        |
| 17.       | 222                                    | с. Грузятин                               | Пам'ятник землякам                                                                                               | 1941-1945;                   |                                          |                  | |                                   |
| 1946-1950 | Львівська кераміко-скульптурна фабрика | 1967                                      | 360-р від 04.08.69р.                                                                                             | Виконкому Боровичівської с/р |                                          |                  | |                                   |
| 18.       | 291                                    | с. Грузятин, на кладовищі                 | Могила братська червоноармійців                                                                                  | 1939                         |                                          |                  | 415-р від 22.06.99р.                                                                                                  | Виконкому Боровичівської с/р      |
| 19.       | 645                                    | с. Карасин                                | Могила братська радянських воїнів та могила партизана                                                            | 1944                         | Місцеві майстри                          | 1982             | 142-р від 29.04.84р.                                                                                                  | Виконкому Карасинської с/р        |
| 20.       | 232                                    | смт. Колки                                | Група братських могил радянських воїнів та партизан, серед яких похований Герой Радянського Союзу Васильєв Д. П. | 1944                         | Львівська кераміко-скульп- турна фабрика | 1952             | 360-р від 04.08.69р.                                                                                                  | Виконкому Колківської сел./р      |
| 21.       | 228                                    | смт. Колки                                | Пам'ятник на місці розстрілу польською поліцією Колківської Першотравневої демонстрації                          | 1935                         | Вронський М. К., Руденко О. Д.           | 1975             | 267-р від 25.08.86р.                                                                                                  | Виконкому Колківської сел./р      |
| 22.       | 255                                    | смт. Колки                                | Пам'ятник на честь перших трактористів, які працювали на полях Волині                                            | 1941; 1944–1957              |                                          | 1967             | 360-р від 04.08.69р.                                                                                                  | Виконкому Колківської сел./р      |
| 23.       | 804                                    | смт. Колки                                | Могила Будецького, секретаря Колківського райкому КПЗУ                                                           | 1897-1939                    |                                          | 1987             | 103-р від 25.04.88р.                                                                                                  | Виконкому Колківської сел./р      |
| 24.       | 869                                    | смт. Колки                                | Могила розстріляних євреїв                                                                                       | 1943                         |                                          | 1991             | 265-р від 24.12.91р.                                                                                                  | Виконкому Колківської сел./р      |
| 25.       | 915                                    | смт. Колки                                | Могила братська мирних жителів                                                                                   | 1943                         |                                          | 1991             | 265-р від 24.12.91р.                                                                                                  | Виконкому Колківської сел./р      |
| 26.       | 1045                                   | смт. Колки                                | Пам'ятний знак на честь 55-річниці утворення Колківської республіки                                              | 1943                         |                                          | 1998             | 415-р від 22.06.99р.                                                                                                  | Виконкому Колківської сел./р      |
| 27.       | 223                                    | с. Комарове                               | Пам'ятник землякам                                                                                               | 1941-1945                    | Риков С. М.                              | 1967             | 360-р від 04.08.69р.                                                                                                  | Виконкому Комарівської с/р        |
| 28.       | 224                                    | с. Копилля                                | Пам'ятник землякам                                                                                               | 1941-1945                    | Борисенко В. Н.                          | 1973             | 457-р від 16.10.78р.                                                                                                  | Виконкому Копиллівської с/р       |
| 29.       | 647                                    | с. Копилля                                | Могила братська комсомольців                                                                                     | 1945                         | Місцеві майстри                          | 1965             | 142-р від 29.04.84р.                                                                                                  | Виконкому Копиллівської с/р       |
| 30.       | 644                                    | с. Костюхнівка                            | Пам'ятник землякам                                                                                               | 1941-1945                    | Петрушин В., Микула                      | 1980             | 142-р від 29.04.84р.                                                                                                  | Виконкому Костюхнівської с/р      |
| 31.       | 427                                    | с. Красноволя                             | Пам'ятник землякам                                                                                               | 1941-1945                    | Усов В. М., Федик М. М.                  | 1981             | 142-р від 29.04.84р.                                                                                                  | Виконкому Красновольської с/р     |
| 32.       | 227                                    | с. Криничне                               | Пам'ятник землякам                                                                                               | 1939; 1941–1945; 1946–1950   |                                          | 1967             | 360-р від 04.08.69р.                                                                                                  | Виконкому Четвертнянської с/р     |
| 33.       | 738                                    | с. Криничне, на кладовищі                 | Могила політрука Червоної Армії                                                                                  | 1941                         |                                          | 1984             | 267-р від 25.08.86р.                                                                                                  | Виконкому Четвертнянської с/р     |
| 34.       | 393                                    | с. Кукли                                  | Пам'ятник землякам                                                                                               | 1941-1945                    | Ситніков Б. І.                           | 1972             | 477-р від 28.11.75р.                                                                                                  | Виконкому Куклинської с/р         |
| 35.       | 226                                    | с. Куликовичі                             | Пам'ятник землякам                                                                                               | 1941-1945                    | Садовський Й. Л.                         | 1966             | 360-р від 04.08.69р.                                                                                                  | Виконкому Куликовичівської с/р    |
| 36.       | 398                                    | ур. Кухів Груд, за 9 км від с. Лишнівка   | Меморіальний комплекс на місці перебування партизанського з'єднання під командуванням А. П. Бринського           | 1942-1943                    | Пілев А. П.                              | 1975             | 477-р від 28.11.75р.                                                                                                  | Виконкому Лишнівської с/р         |
| 37.       | 394                                    | с. Прилісне                               | Пам'ятник на честь Першотравневої демонстрації                                                                   | 1931                         | Львівська кераміко-скульптурна фабрика   | 1974             | 477-р від 28.11.75р.                                                                                                  | Виконкому Прилісненської с/р      |
| 38.       | 648                                    | с. Прилісне                               | Могила Г. П. Коснюка — учасника Першотравневої демонстрації 1931 р.                                              | 1931                         | Майстерня Луцького похоронного бюро      | 1981             | 142-р від 29.04.84р.                                                                                                  | Виконкому Прилісненської с/р      |
| 39.       | 649                                    | с. Прилісне                               | Могила К. О. Халика — учасника Першотравневої демонстрації 1931 р.                                               | 1931                         | Майстерня Луцького похоронного бюро      | 1981             | 142-р від 29.04.84р.                                                                                                  | Виконкому Прилісненської с/р      |
| 40.       | 650                                    | с. Прилісне                               | Могила Є. Є. Ковальчука — учасника Першотравневої демонстрації 1931 р.                                           | 1931                         | Майстерня Луцького похоронного бюро      | 1981             | 142-р від 29.04.84р.                                                                                                  | Виконкому Прилісненської с/р      |
| 41.       | 636                                    | с. Прилісне                               | Пам'ятник на місці розстрілу Першотравневої демонстрації трудящих 1931 р.                                        | 1931                         |                                          | 1981             | 142-р від 29.04.84р.                                                                                                  | Виконкому Прилісненської с/р      |
| 42.       | 11                                     | с. Прилісне                               | Пам'ятник землякам                                                                                               | 1941-1945                    | Усов В. М., Буковинський Й. Л.           | 1982             | 142-р від 29.04.84р.                                                                                                  | Виконкому Прилісненської с/р      |
| 43.       | 502                                    | с. Рудники                                | Пам'ятник землякам                                                                                               | 1941-1945                    | Львівська кераміко-скульптурна фабрика   | 1975             | 457-р від 16.10.78р.                                                                                                  | Виконкому Рудниківської с/р       |
| 44.       | 916                                    | с. Рудники                                | Могила невідомого радянського воїна                                                                              | 1944                         |                                          | 1991             | 265-р від 24.12.91р.                                                                                                  | Виконкому Рудниківської с/р       |
| 45.       | 230                                    | с. Старий Чорторийськ                     | Могила братська радянських воїнів, серед яких поховані Герої Радянського Союзу Єршов В. Г. і Хакімов Н.          | 1944                         | Бець В. Д.                               | 1967             | 360-р від 04.08.69р.                                                                                                  | Виконкому Старочорторий-ської с/р |
| 46.       | 739                                    | с. Старий Чорторийськ                     | Могила Сокола І. Г. — Героя Радянського Союзу                                                                    | 1974                         |                                          | 1985             | 267-р від 25.08.86р.                                                                                                  | Виконкому Старочорторий-ької с/р  |
| 47        | 866                                    | с. Старий Чорторийськ                     | Могила розстріляних євреїв                                                                                       | 1943                         |                                          | 1991             | 265-р від 24.12.91р.                                                                                                  | Виконкому Старочорторий-ької с/р  |
| 48        | 867                                    | с. Старий Чорторийськ                     | Могила розстріляних євреїв                                                                                       | 1943                         |                                          | 1991             | 265-р від 24.12.91р.                                                                                                  | Виконкому Старочорторий-ької с/р  |
| 49.       | 229                                    | с. Старосілля                             | Пам'ятник землякам                                                                                               | 1941-1945                    | Расіна З. І.                             | 1967             | 360-р від 04.08.69р.                                                                                                  | Виконкому Старосільської с/р      |
| 50.       | 740                                    | с. Тельчі, на кладовищі                   | Могила невідомого радянського воїна                                                                              | 1944                         |                                          | 1984             | 267-р від 25.08.86р.                                                                                                  | Виконкому Красновольської с/р     |
| 51.       | 233                                    | с. Троянівка                              | Дільниця братських могил російських воїнів                                                                       | 1915-1916                    |                                          | 1936             | 360-р від 04.08.69р.                                                                                                  | Виконкому Троянівської с/р        |
| 52.       | 395                                    | с. Троянівка                              | Пам'ятник землякам                                                                                               | 1941-1945                    | Місцеві майстри                          | 1968             | 477-р від 28.11.75р.                                                                                                  | Виконкому Троянівської с/р        |
| 53.       | 263                                    | с. Троянівка                              | Могила розстріляних євреїв                                                                                       | 1942                         |                                          |                  | 415-р від 22.06.99р.                                                                                                  | Виконкому Троянівської с/р        |
| 54.       | 396                                    | с. Цміни                                  | Пам'ятник землякам                                                                                               | 1941-1945                    | Самотос І. М.                            | 1968             | 477-р від 28.11.75р.                                                                                                  | Виконкому Цмінівської с/р         |
| 55.       | 264                                    | с. Цміни                                  | Могила розстріляних євреїв                                                                                       | 1942                         |                                          |                  | 415-р від 22.06.99р.                                                                                                  | Виконкому Цмінівської с/р         |
| 56.       | 279                                    | с. Четвертня                              | Пам'ятник землякам                                                                                               | 1941-1945                    | Неверов А. Г.                            | 1969             | 176-р від 10.05.73р.                                                                                                  | Виконкому Четвертнянської с/р     |
| 57.       | 741                                    | с. Четвертня                              | Могила радянського воїна Вівдича                                                                                 | 1944                         |                                          | 1984             | 267-р від 25.08.86р.                                                                                                  | Виконкому Четвертнянської с/р     |
| 58.       | 917                                    | с. Четвертня                              | Могила розстріляних євреїв                                                                                       | 1943                         |                                          | 1991             | 265-р від 24.12.91р.                                                                                                  | Виконкому Четвертнянської с/р     |
| 59.       | 918                                    | с. Четвертня                              | Млин вітряний | XIX ст.                      |                                          |                  | 265-р від 24.12.91р.                                                                                                  | Виконкому Четвертнянської с/р     |
| 60.       | 397                                    | с. Чорниж                                 | Пам'ятник землякам                                                                                               | 1941-1945                    | Дзиндра Є. В.                            | 1972             | 477-р від 28.11.75р.                                                                                                  | Виконкому Чорнижівської с/р       |
| 61.       | 651                                    | с. Чорниж                                 | Могила партизана-політрука Чуніхіна В. П.                                                                        | 1944                         |                                          | 1956             | 142-р від 29.04.84р.                                                                                                  | Виконкому Чорнижівської с/р       |
| 62.       | 868                                    | с. Чорниж                                 | Могила російських воїнів                                                                                         | 1916                         |                                          |                  | 265-р від 24.12.91р.                                                                                                  | Виконкому Чорнижівської с/р       |
|           |                                        |                                           | |                              |                                          |                  | |                                   |

## Джерело
- Пам'ятки Волинської області